# Constantijn II van Armenië
Constantijn II (Armeens: Կոստանդին Բ, Gosdantin II of Kostantine II) (overleden in 1129) was kortstondig vorst van Armeens Cilicië. Hij regeerde over zijn landerijen, na het opvolgen in 1129 van zijn vader Thoros I. Een paar maanden later werd hij echter vergiftigd. Hij werd vervolgens begraven bij Trazarg.